# 대경로
대경로(大慶路)는 대구광역시 동구 숙천동 숙천1교 동단과 경상북도 경산시, 영천시를 거쳐 경상북도 경주시 서악동 서천교 서단을 잇는 경상북도의 도로이다. 전 구간 국도 제4호선에 속한다.

## 역사
- 2002년 1월 30일 : 영천 ~ 북안간 도로(영천시 금호읍 석섬리 ~ 작산동) 7.4km 구간 임시 확장 개통[1]
- 2004년 4월 15일 : 영천 ~ 북안간 도로(영천시 금호읍 석심리 ~ 북안면 반정리) 11.3km 구간 확장 개통[2]
- 2004년 12월 28일 : 영천 ~ 북안간 도로 및 북안 ~ 경주간 도로(영천시 금호읍 석섬리 ~ 경주시 광명동) 30.5km 전구간 확장 개통, 기존 36.3km 구간 폐지[3]
- 2009년 7월 10일 : 2개 이상 시·도에 걸쳐 있는 도로로 대경로를 고시[4]

## 주요 경유지
대구광역시
- 동구 (안심동)

경상북도
- 경산시 (하양읍 · 와촌면) - 영천시 (금호읍 · 남부동 · 북안면) - 경주시 (서면 · 건천읍 · 황남동 · 선도동)

## 노선
| 이름                         | 접속 노선                                         | 소재지                           | 소재지                         | 비고                                                              |
| 안심로와 직결                | 안심로와 직결                                     | 안심로와 직결                    | 안심로와 직결                  | 안심로와 직결                                                     |
| ---------------------------- | ------------------------------------------------- | -------------------------------- | ------------------------------ | ----------------------------------------------------------------- |
| 숙천1교 동단                 |                                                   | 대구광역시                       | 동구                           | 국도 제4호선 구간                                                 |
| 청천역                       |                                                   | 경산시                           | 하양읍                         | 국도 제4호선 구간                                                 |
| 남하2교                      | 남하제방길 사열길                                 | 경산시                           | 하양읍                         | 국도 제4호선 구간                                                 |
| 경일대학교·호산대학교 입구   | 대경로105번길                                     | 경산시                           | 하양읍                         | 국도 제4호선 구간                                                 |
| 대구가톨릭대학교 입구        | 하양로                                            | 경산시                           | 하양읍                         | 국도 제4호선 구간                                                 |
| 하양역                       | 하양역길                                          | 경산시                           | 하양읍                         | 국도 제4호선 구간                                                 |
| 금락네거리 (하양고가도로)    | 국가지원지방도 제69호선 지방도 제919호선 (대학로) | 경산시                           | 하양읍                         | 국도 제4호선 구간 국가지원지방도 제69호선 구간                    |
| 하주교                       | 조산천동길 조산천서길                             | 경산시                           | 하양읍                         | 국도 제4호선 구간 국가지원지방도 제69호선 구간                    |
| 동서 교차로                  | 하양로 한사들길                                   | 경산시                           | 하양읍                         | 국도 제4호선 구간 국가지원지방도 제69호선 구간                    |
| 하교                         | 와천서길                                          | 경산시                           | 와촌면                         | 국도 제4호선 구간 국가지원지방도 제69호선 구간                    |
| 계당리                       | 계당길                                            | 경산시                           | 와촌면                         | 국도 제4호선 구간 국가지원지방도 제69호선 구간                    |
| 계당교                       |                                                   | 영천시                           | 금호읍                         | 국도 제4호선 구간 국가지원지방도 제69호선 구간                    |
| 교대사거리                   | 지방도 제909호선 (사일로) (교대길)                | 영천시                           | 금호읍                         | 국도 제4호선 구간 국가지원지방도 제69호선 구간                    |
| 금호 교차로                  | 국도 제35호선 (영천우회도로)                      | 영천시                           | 금호읍                         | 국도 제4호선 구간 국도 제35호선 구간 국가지원지방도 제69호선 구간 |
| 냉천 교차로                  | 국가지원지방도 제69호선 (금호로)                  | 영천시                           | 금호읍                         | 국도 제4호선 구간 국도 제35호선 구간 국가지원지방도 제69호선 구간 |
| 신월교                       | 신월숲길 죽방길                                   | 영천시                           | 금호읍                         | 국도 제4호선 구간 국도 제35호선 구간                              |
| 금호대교                     |                                                   | 영천시                           | 금호읍                         | 국도 제4호선 구간 국도 제35호선 구간                              |
| 남부동                       |                                                   | 영천시                           |                                | 국도 제4호선 구간 국도 제35호선 구간                              |
| 도동 교차로                  | 지방도 제925호선 (천문로)                         | 영천시                           |                                | 국도 제4호선 구간 국도 제35호선 구간                              |
| 봉작 교차로                  | 영천아이시로                                      | 영천시                           |                                | 국도 제4호선 구간 국도 제35호선 구간                              |
| 남부교                       |                                                   | 영천시                           |                                | 국도 제4호선 구간 국도 제35호선 구간                              |
| 작산 교차로                  | 한방로 정모길 조암길                              | 영천시                           |                                | 국도 제4호선 구간 국도 제35호선 구간                              |
| 유하교                       | 유상길 유하큰길 조암길                            | 영천시                           | 북안면                         | 국도 제4호선 구간 국도 제35호선 구간                              |
| 유천대교                     | 송포길 엿들길                                     | 영천시                           | 북안면                         | 국도 제4호선 구간 국도 제35호선 구간                              |
| 북안공단 교차로              | 북안공단길                                        | 영천시                           | 북안면                         | 국도 제4호선 구간 국도 제35호선 구간                              |
| 반정 교차로                  | 지방도 제921호선 (운북로)                         | 영천시                           | 북안면                         | 국도 제4호선 구간 국도 제35호선 구간                              |
| 반계교 임포육교 임포1교      |                                                   | 영천시                           | 북안면                         | 국도 제4호선 구간 국도 제35호선 구간                              |
| 북안터널                     |                                                   | 영천시                           | 북안면                         | 국도 제4호선 구간 국도 제35호선 구간 연장 936m                    |
| 지경교                       |                                                   | 영천시                           | 북안면                         | 국도 제4호선 구간 국도 제35호선 구간                              |
| 만불 교차로                  | 내서로                                            | 영천시                           | 북안면                         | 국도 제4호선 구간 국도 제35호선 구간                              |
| 만불교                       |                                                   | 영천시                           | 북안면                         | 국도 제4호선 구간 국도 제35호선 구간                              |
|                              | 경주시                                            | 서면                             |                                | 국도 제4호선 구간 국도 제35호선 구간                              |
| 하추 교차로 (하추교)         | 경주시                                            | 서면                             | 내서로 화촌길                  | 국도 제4호선 구간 국도 제35호선 구간                              |
| 아화 교차로 (아화교)         | 경주시                                            | 서면                             | 지방도 제909호선 (심곡로)      | 국도 제4호선 구간 국도 제35호선 구간                              |
| 심곡교 진골교                | 경주시                                            | 서면                             |                                | 국도 제4호선 구간 국도 제35호선 구간                              |
| 사라교                       | 경주시                                            | 서면                             | 부운율전길 사리운대길 장자골길 | 국도 제4호선 구간 국도 제35호선 구간                              |
| 부운교 군실교                | 경주시                                            | 서면                             |                                | 국도 제4호선 구간 국도 제35호선 구간                              |
| 용명교                       | 경주시                                            |                                  | 건천읍                         | 국도 제4호선 구간 국도 제35호선 구간                              |
| 북건천 나들목 (대천대교)     | 경주시                                            | 국도 제20호선 (건포산업로)       | 건천읍                         | 국도 제4호선 구간 국도 제35호선 구간                              |
| 천포 교차로                  | 경주시                                            | 내서로                           | 건천읍                         | 국도 제4호선 구간 국도 제35호선 구간                              |
| (이름 없음)                  | 경주시                                            | 용명공단길                       | 건천읍                         | 국도 제4호선 구간 국도 제35호선 구간                              |
| 건천3교 금척교 새들교 모량교 | 경주시                                            |                                  | 건천읍                         | 국도 제4호선 구간 국도 제35호선 구간                              |
| 고란교                       | 경주시                                            | 모량고란길                       | 건천읍                         | 국도 제4호선 구간 국도 제35호선 구간                              |
| 모량2교                      | 경주시                                            |                                  | 건천읍                         | 국도 제4호선 구간 국도 제35호선 구간                              |
| 모량 교차로 (모량육교)       | 경주시                                            | 외현로 내서로                    | 건천읍                         | 국도 제4호선 구간 국도 제35호선 구간                              |
| 고천대교                     | 경주시                                            |                                  | 건천읍                         | 국도 제4호선 구간 국도 제35호선 구간                              |
| 황남동                       | 경주시                                            |                                  |                                | 국도 제4호선 구간 국도 제35호선 구간                              |
| 광명동                       | 경주시                                            | 지방도 제904호선 (내외로) 태종로 |                                | 국도 제4호선 구간 국도 제35호선 구간                              |
| 효현교                       | 경주시                                            |                                  |                                | 국도 제4호선 구간 국도 제35호선 구간                              |
| 선도동                       | 경주시                                            |                                  |                                | 국도 제4호선 구간 국도 제35호선 구간                              |
| 소티고개                     | 경주시                                            |                                  |                                | 국도 제4호선 구간 국도 제35호선 구간                              |
| 무열왕릉                     | 경주시                                            |                                  |                                | 국도 제4호선 구간 국도 제35호선 구간                              |
| 서천교 서단                  | 경주시                                            | 국도 제4호선 (태종로) 흥무로     |                                | 국도 제4호선 구간 국도 제35호선 구간                              |

## 주요 건물 및 시설
- 청천치안센터 (경상북도 경산시 하양읍 대경로 107-4)
- 청천역 (경상북도 경산시 하양읍 대경로 120)
- 청천초등학교 (경상북도 경산시 하양읍 대경로 187)
- 해태제과 대구공장 (경상북도 경산시 하양읍 대경로 541)
- 하양119안전센터 (경상북도 경산시 하양읍 대경로 793)